# Gustáv Mráz
Gustáv Mráz (11. září 1934 – 2. června 2025) byl slovenský fotbalista, československý reprezentant, účastník mistrovství světa ve Švédsku roku 1958 (nastoupil ve všech čtyřech zápasech základní skupiny a dostal se i do nejlepší jedenáctky šampionátu ). Za československou reprezentaci odehrál 11 utkání. Svou ligovou kariéru spojil s ČH Bratislava (budoucí Inter), s nímž získal roku 1959 titul mistra republiky. V lize odehrál 115 zápasů, vstřelil 1 gól. Po skončení hráčské kariéry se stal stavebním inženýrem.